# Division de Gaza
Pour les articles homonymes, voir 143e division.
La Division de Gaza (Ugdat Aza), officiellement depuis septembre 2015 143e division Fire Fox, est une division de l'armée de défense d'Israël, subordonnée au commandement régional du Sud. Sa zone d'opération est la bande de Gaza et ses environs. Depuis 2021, le commandant de la division est le général de brigade Eliezer Toledano (en).
Historiquement, la Division de Gaza a été chargée de la sûreté et de la sécurité des colons juifs dans la bande de Gaza après la guerre des Six Jours. En août 2005, la division, ainsi que le reste de l'armée israélienne, ont officiellement mis fin à leur présence dans la bande de Gaza dans le cadre du plan de désengagement de la bande de Gaza lors du démantèlement des colonies juives. Cependant, la Division de Gaza est entrée à plusieurs reprises dans la bande de Gaza en réponse aux tirs de roquettes des groupes militants palestiniens basés à Gaza.
En octobre 2023, la division combat lors de la bataille de Réïm.